# Optimistjolle
Optimistjolle, også kaldet optimisten eller optien, er standarden for enmandsjoller, og er generelt den mest udbredte og hurtigst voksende jolletype. 
Oftest starter man med at sejle den, omkring 7-14 års alderen. Jollen styres og trimmes udelukkende med roret, sværdet, skødet, sprydstagen, bomnedhalet, mastehældning, bindsler, bomudhalet, topbindslet  og sejlerens placering i båden.
Optimistsejlerne bliver delt op i A-, B-, og C-sejlere, hvor c-sejlere er de mindst øvede og a-sejlere er mest øvede.
Traditionelt begynder man at sejle enten europajolle, laser, zoom8, eller 2-mands jollerne RS Feva eller 29'er, når man er vokset fra optimistjollen.

## Oprindelse
Jollen blev designet i 1947 af Clark Mills. Den er 2,3 meter lang og 1,13 meter bred. Skroget skal veje 35 kg og er lavet af glasfiber, men kan også være lavet af finér. Formen er firkantet med en flad bund, der gør det svært at kæntre, men samtidig mere udfordrende for den enkelte sejler at sejle igennem bølgerne, da den ikke skærer lige igennem som så mange andre jolletyper.
Der er en historie, der går på, at det hele startede i San Francisco, hvor et par drenge havde bygget nogle sæbekassebiler. De fandt på at sætte sejl på dem og kunne så suse op og ned gennem gaderne. Imidlertid blev en bager irriteret på dem og smed sæbekassebilerne i havnen som en lærestreg. Det blev dog ikke så meget en lærestreg for drengene, der hurtigt fandt ud af, at det var sjovere at sejle bilerne end at køre i dem – og det blev så starten på optimistjollens udbredelse.